# Americas Pacific Challenge 2016

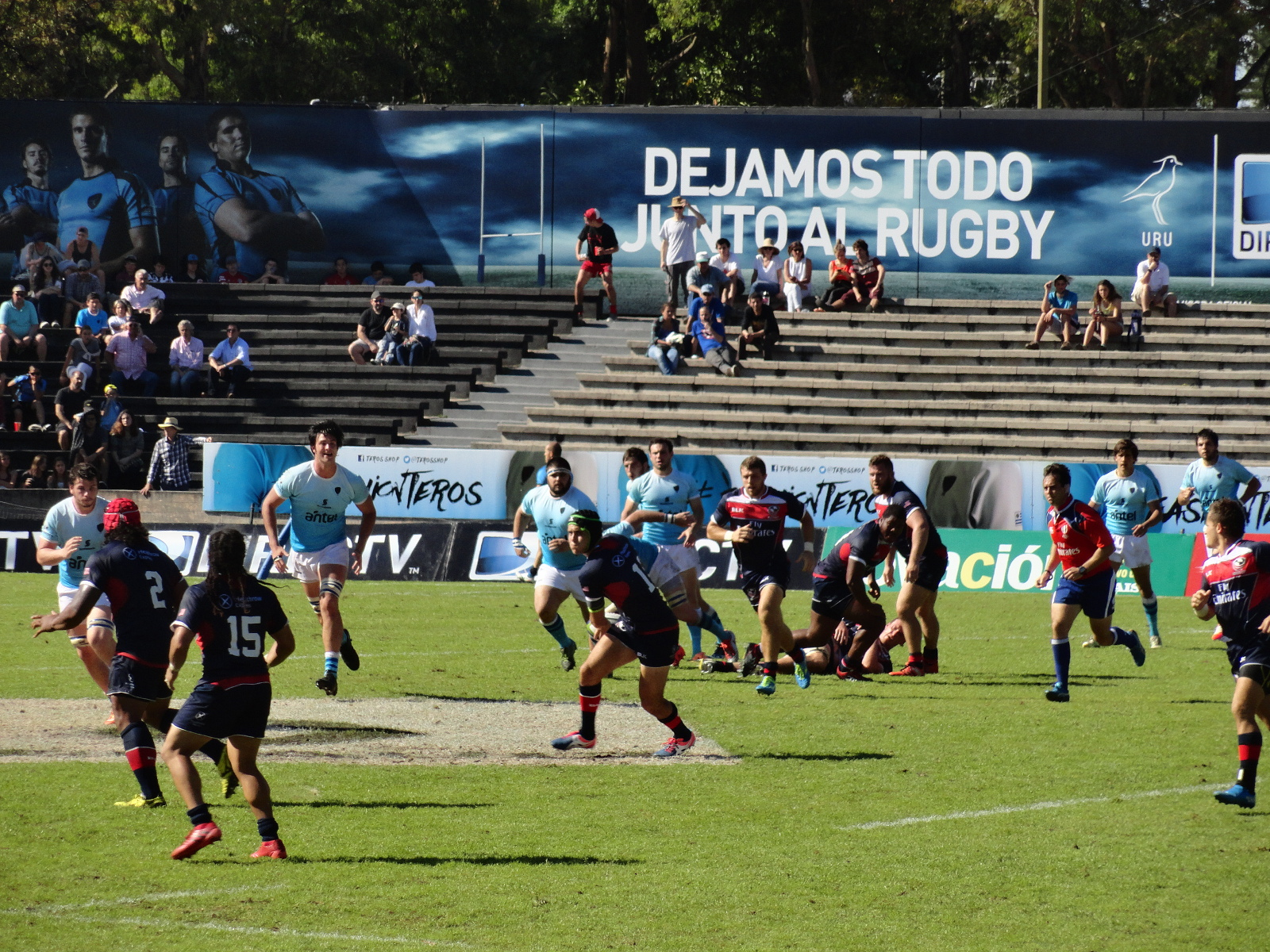
Partido entre Uruguay y Estados Unidos

El Americas Pacific Challenge del 2016 fue un torneo de rugby con selecciones secundarias desarrollado en octubre en Montevideo, Uruguay y estuvo organizado por la World Rugby.
Constó de dos series de tres equipos, cada uno de ellos se enfrentó a los de la otra serie. Al disputarse las tres fechas se confeccionó una tabla general para determinar las posiciones finales.
Se tiene proyectado seguir organizando este torneo que es una continuación del antiguo Americas Rugby Championship, cuya edición del 2014 la jugaron las mismas 4 selecciones "A" y a los que se suman 2 de la Pacific Challenge 2016.

## Equipos participantes
| - Argentina XV - USA Select XV - Samoa A | - Fiji Warriors - Canadá A - Uruguay A |

## Posiciones
| Pos.    | Equipo        | Encuentros | Encuentros | Encuentros | Encuentros | Tantos  | Tantos    | Tantos     | Puntos Bonus | Puntos Totales |
| Pos.    | Equipo        | jugados    | ganados    | empatados  | perdidos   | a favor | en contra | diferencia | Puntos Bonus | Puntos Totales |
| ------- | ------------- | ---------- | ---------- | ---------- | ---------- | ------- | --------- | ---------- | ------------ | -------------- |
| Grupo A |               |            |            |            |            |         |           |            |              |                |
| 1       | Argentina XV  | 3          | 3          | 0          | 0          | 154     | 62        | + 92       | 2            | 14             |
| 2       | Samoa A       | 3          | 2          | 0          | 1          | 97      | 103       | - 6        | 1            | 9              |
| 3       | USA Select XV | 3          | 1          | 0          | 2          | 74      | 146       | - 72       | 1            | 5              |
| Grupo B |               |            |            |            |            |         |           |            |              |                |
| 1       | Fiji Warriors | 3          | 2          | 0          | 1          | 127     | 65        | + 62       | 4            | 12             |
| 2       | Uruguay A     | 3          | 1          | 0          | 2          | 96      | 130       | - 34       | 3            | 7              |
| 3       | Canadá A      | 3          | 0          | 0          | 3          | 88      | 130       | - 42       | 3            | 3              |

Nota: Se otorgan 4 puntos al equipo que gane un partido y 2 al que empate
Puntos Bonus: 1 punto por convertir 4 tries o más en un partido y 1 al equipo que pierda por no más de 7 tantos de diferencia

## Resultados
El horario de los partidos corresponden al huso horario local.

### Primera fecha
| 8 de octubre 12:30 (UTC−3) | Argentina XV | 56 - 29 | Canadá A | Estadio Charrúa, Montevideo, Uruguay                    |                                                         |
|                            | Tries · Segundo Tuculet 10' · Bautista Delguy 14' · Benjamín Macome 28', 36', 45', 68' · Facundo Gigena 56' · Rodrigo Báez 74' · Conversiones · Juan Cruz González 11', 14', 29', 36', 46', 56' · Domingo Miotti 68', 75' · Tarjetas · Cristian Bartolini 23' hasta 33' · Juan Cruz Guillemain 24' hasta 34' | Reporte [http://uru.org.uy/argentina-xv-se-impuso-a-canada-a/ (enlace roto disponible en Internet Archive; véase el historial, la primera versión y la última). Reporte] | Tries · 62' Gordon McRorie · 69' Adrian Wadden · 78' Ben Lesage · 80' Bay Barkwill · Conversiones · 63' Gordon McRorie · 78', 80' Robbie Povey · Penales · 17' Gordon McRorie · Tarjetas · 55' hasta 65' Ray Barkwill · 59' hasta 69' Rob Brouwer | Asistencia: 500 espectadores Árbitro(s): Joaquín Montes | Asistencia: 500 espectadores Árbitro(s): Joaquín Montes |

| 8 de octubre 14:30 (UTC−3) | USA Select XV | 12 - 62 | Fiji Warriors | Estadio Charrúa, Montevideo, Uruguay                   |                                                        |
|                            | Tries · Matai Leuta 4' · Stephen Tomasin 46' · Conversiones · JP Eloff 46' · Tarjetas · Martin Iosefo 36' hasta 46' · Demecus Beach 44' hasta 54' | Reporte | Tries 7' Ifereimi Tovilevu 15' Frederick Hickes 29', 50' Eremasi Radrodro 37' Mesake Doge 52' Alivereti Veitokani 59' Try Penal 65' Vasikali Mudu 68' Peni Naulago 73' Apete Davieta Conversiones 16', 37', 50', 59', 65', 68' Alivereti Veitokani | Asistencia: 600 espectadores Árbitro(s): Pablo De Luca | Asistencia: 600 espectadores Árbitro(s): Pablo De Luca |

| 8 de octubre 16:30 (UTC−3) | Samoa A | 44 - 42 | Uruguay A | Estadio Charrúa, Montevideo, Uruguay                |                                                     |
|                            | Tries · Oneone Faaofu 32' · Meki Magele 34' · Sumalie Tuiletufuga 41' · Ope Peleseuma 47', 66' · Laaoli Leilua 57' · Conversiones · Patrick Faapale 34', 47', 57', 66' · Penales · Patrick Faapale 21', 79' · Tarjetas · Nephi Leatigaga 40' hasta 50' | Reporte | Tries · 40', 46' Try Penal · 53', 68' Nicolás Freitas · 60' Santiago Arata · Conversiones · 40', 46', 60', 68' Jerónimo Etcheverry · Penales · 19', 29', 78' Jerónimo Etcheverry · Tarjetas · 57' hasta 67' Mateo Sanguinetti | Asistencia: 1200 espectadores Árbitro(s): Tim Baker | Asistencia: 1200 espectadores Árbitro(s): Tim Baker |

### Segunda fecha
| 12 de octubre 12:30 (UTC−3) | Samoa A | 26 - 39 | Fiji Warriors | Estadio Charrúa, Montevideo, Uruguay                 |                                                      |
|                             | Tries Malcolm Tanielu 40' Ope Peleseuma 55' Conversiones Patrick Faapale 40', 56' Penales Patrick Faapale 2', 13', 30', 43' | Reporte | Tries · 20' Eremasi Radrodro · 23' Sakiusa Gavidi · 32' Iliesa Leca · 51' Apete Daveta · 66' Friederick Hickes · Conversiones · 24', 33', 51', 67' Alivereti Veitokani · Penales · 9', 60' Alivereti Veitokani · Tarjetas · 12' hasta 22' Mesulame Kaunavula · 39' hasta 49' Joeli Veitayaki · 42' hasta 52' Eroni Vasiteri | Asistencia: 200 espectadores Árbitro(s): Pali Deluca | Asistencia: 200 espectadores Árbitro(s): Pali Deluca |

| 12 de octubre 14:30 (UTC−3) | USA Select XV | 47 - 37 | Canadá A | Estadio Charrúa, Montevideo, Uruguay                       |                                                            |
|                             | Tries · Nick Boyer 12' · Martin Isefo 54', 66' · Mickey Te’o 59' · Ahmad Harajly 63' · Conversiones · Ben Cima 12', 55', 60', 63', 67' · Penales · Ben Cima 16', 40', 49', 75' · Tarjetas · Jake Turnbull 46' hasta 56' | Reporte | Tries · 13' Doug Fraser · 33', 38' Ben Lesage · 46' Lucas Rumball · 77' Lucas Albornoz · Conversiones · 33', 47' Gordon McRorie · 77' Andrew Ferguson · Penales · 3', 30' Gordon McRorie · Tarjetas · 53' hasta 63' Ray Barkwill · 74' hasta 80' Matt Heaton | Asistencia: 300 espectadores Árbitro(s): Ricardo Sant’Anna | Asistencia: 300 espectadores Árbitro(s): Ricardo Sant’Anna |

| 12 de octubre 16:30 (UTC−3) | Argentina XV | 71 - 7 | Uruguay A                                                   | Estadio Charrúa, Montevideo, Uruguay |                       |
|                             | Tries Santiago Montagner 10' Cristian Bartoloni 13' Bautista Delguy 21', 65' Domingo Bertranou 25' Facundo Bosch 32' Juan Cruz Guillemain 36' Julián Domínguez 39' Fernando Luna 75', 80' Juan Capiello 78' Conversiones Domingo Miotti 10', 21', 25', 40' Juan Cruz González 66', 75', 78', 80' | Reporte [http://uru.org.uy/apc2016-uruguay-a-cayo-ante-argentina-xv/ (enlace roto disponible en Internet Archive; véase el historial, la primera versión y la última). Reporte] | Tries 45' Andrés Rocco Conversiones 45' Jerónimo Etcheverry | Árbitro(s): Tim Baker                | Árbitro(s): Tim Baker |

### Tercera fecha
| 16 de octubre 12:30 (UTC−3) | Samoa A | 27 - 22 | Canadá A | Estadio Charrúa, Montevideo, Uruguay |                       |
|                             | Tries · Oneone Faafou 5' · Ope Peleseuma 18' · Jack Saena 36' · Conversiones · Jack Saena 10', 19', 37' · Penales · Jack Saena 73' · Drops · Patrick Faapale 80' · Tarjetas · Oneone Faafu 40' hasta 50' | Reporte | Tries 30' Try Penal 51' Ben Lesage 69' Gordon McRorie Conversiones 31', 51' Andrew Ferguson Penales 13' Andrew Ferguson | Árbitro(s): Tim Baker                | Árbitro(s): Tim Baker |

| 16 de octubre 14:30 (UTC−3) | USA Select XV | 15 - 47 | Uruguay A | Estadio Charrúa, Montevideo, Uruguay |                               |
|                             | Tries · Jake Turnbull 34' · Malon Al-Jiboori 43' · Conversiones · Ben Cima 35' · Penales · Ben Cima 3' · Tarjetas · Hugh Maclellan 24' hasta 34' · Cristian Ostberg 62' hasta 72' · Demecus Beach 67' hasta 77' | Reporte | Tries · 18' Santiago Hernández · 36' Santiago Gibernau · 64' Diego Magno · 73' Facundo Klappenbach · 78' Rodrigo Silva · Conversiones · 19', 37', 65', 74', 78' Jerónimo Etcheverry · Penales · 6', 13', 24', 31' Jerónimo Etcheverry · Tarjetas · 3' hasta 13' Mateo Sanguinetti · 40' hasta 50' Manuel Leindekar | Árbitro(s): Ricardo Sant’Anna        | Árbitro(s): Ricardo Sant’Anna |

| 16 de octubre 16:30 (UTC−3) | Argentina XV | 27 - 26 | Fiji Warriors | Estadio Charrúa, Montevideo, Uruguay |                            |
|                             | Tries Juan Cruz González 29' Julián Domínguez 37' Pedro Ortega 84' Conversiones Juan Cruz González 30', 38', 85' Penales Juan Cruz González 14', 65' | Reporte [http://uru.org.uy/apc2016-argentina-xv-campeon/ (enlace roto disponible en Internet Archive; véase el historial, la primera versión y la última). Reporte] | Tries · 48', 61', 68' Lepani Raiyala · 51' Ifereimi Tovilevu · Conversiones · 52', 62', 68' Alivereti Veitokani · Tarjetas · 22' hasta 32' Mesake Doge · 38' hasta 48' Ifereimi Tovilevu | Árbitro(s): Joaquín Montes           | Árbitro(s): Joaquín Montes |

| Bandera de Argentina |
| Campeón Argentina XV |
| Primer título        |